# Deltas FC
Der Deltras Football Club, auch bekannt als Deltras Sidoarjo, ist ein Fußballverein aus Sidoarjo, Indonesien. 2009 spielte der Verein in der höchsten Liga des Landes. Aktuell, Stand September 2024, spielt der Verein in der zweiten Liga. Der Verein ist auch als
The Lobster bekannt.

## Stadion
Seine Heimspiele trägt der Verein im Stadion Gelora Soeprijadi aus. Das Stadion hat ein Fassungsvermögen von 15.000 Personen.

## Trainerchronik
| Trainer              | Nation     | von                | bis               |
| -------------------- | ---------- | ------------------ | ----------------- |
| Suharno              | Indonesien | 1. Juli 1990       | 30. Juni 1997     |
| Suharno              | Indonesien | 1. Juli 2002       | 30. Juni 2004     |
| Yusak Sutanto        | Indonesien | 1. Juli 2003       | 30. Juni 2005     |
| Jaya Hartono         | Indonesien | 1. Juli 2005       | 31. Dezember 2008 |
| Zein Alhadad         | Indonesien | 1. Juli 2008       | 30. Juni 2010     |
| Mustaqim             | Indonesien | 1. Juni 2011       | 31. Dezember 2012 |
| Djoko Susilo         | Indonesien | 1. Juli 2013       | 30. Juni 2014     |
| Zein Alhadad         | Indonesien | 16. September 2021 | 30. April 2022    |
| Ibnu Grahan          | Indonesien | 4. Januar 2022     | 31. März 2023     |
| Widodo Cahyono Putro | Indonesien | 7. Juli 2023       | 9. Februar 2024   |
| Bejo Sugiantoro      | Indonesien | 14. Juli 2024      |                   |

## Aktueller Kader
Stand: September 2024
| Nr. |            | Position | Name                |
| --- | ---------- | -------- | ------------------- |
| 1   | Indonesien | TW       | Radi Ardiono        |
| 2   | Indonesien | AB       | Amirul Fisabilillah |
| 3   | Brasilien  | AB       | Artur Vieira        |
| 4   | Indonesien | MF       | Alvin               |
| 5   | Indonesien | AB       | Ronald Affrizhal    |
| 7   | Indonesien | AB       | Thaufan Hidayat     |
| 8   | Indonesien | ST       | Rikza Syahwali      |
| 9   | Brasilien  | ST       | Nixon Guylherme     |
| 11  | Indonesien | AB       | Nasir               |
| 13  | Indonesien | AB       | Muhammad Idris      |
| 14  | Indonesien | MF       | Hariono             |
| 17  | Indonesien | MF       | Dwiki Mardiyanto    |
| 20  | Indonesien | MF       | Safitra Udu         |
| 21  | Indonesien | MF       | Michael Singgih     |

| Nr. |            | Position | Name               |
| --- | ---------- | -------- | ------------------ |
| 23  | Indonesien | MF       | Wisal El Burji     |
| 25  | Brasilien  | MF       | Emerson Carioca    |
| 29  | Indonesien | MF       | Deni Aditya        |
| 44  | Indonesien | MF       | Bima Ragil         |
| 45  | Indonesien | ST       | Rishadi Fauzi      |
| 66  | Indonesien | MF       | Rendi Irwan        |
| 68  | Indonesien | MF       | Amar Fadzillah     |
| 73  | Indonesien | AB       | Julyano Pratama    |
| 75  | Indonesien | TW       | Panggih Prio       |
| 77  | Indonesien | TW       | Januarius Toa Meka |
| 87  | Indonesien | AB       | Wahyu Jati         |
| 88  | Indonesien | MF       | Yehezkiel Sawery   |
| 91  | Indonesien | AB       | Ade Saihitua       |
| 99  | Indonesien | MF       | Risal Amin         |